# Psicosis
Psicosis, pseudonimo di Dionicio Castellanos Torres (Tijuana, 19 maggio 1971), è un wrestler messicano.
Castellaos è noto per aver militato in moltissime federazioni tra cui la World Championship Wrestling, la World Wrestling Entertainment, la Lucha Libre AAA Worldwide e il Consejo Mundial de Lucha Libre.

## Carriera

### Extreme Championship Wrestling (1989–1996)
Dopo essere stato allenato da Rey Misterio e da suo fratello Fobia, Castellanos nel 1991 debutta nel mondo del wrestling col nome di Psicosis in federazioni messicane dove conquista le sue prime cinture. Arriva nella Statunitense Extreme Championship Wrestling nel 1995 dove dà vita a match spettacolari contro Rey Mysterio, Jr. (nipote di Rey Misterio).

### World Championship Wrestling (1996–2000)
Passato nella statunitense World Championship Wrestling col nome di Psychosis, si fa conoscere nel mondo come cruiserweight dalle grandi potenzialità. Qui instaura una lunga rivalità con Rey Mysterio, rivalità che però lo vede quasi sempre sconfitto. Psychosis entra a far parte inoltre del Latino World Order (LWO), una versione latino-americana dell'nWo. Lotterà in tag team con membri del gruppo come La Parka e Juventud Guerrera. Perderà in questa federazione la sua storica maschera in un match contro Billy Kidman il 27 settembre 1999.
Abbandonerà la WCW a seguito del suo fallimento. Dopo un breve periodo nella WWA passa nella XPW e qui si vede spesso costretto a dover affrontare il compaesano Super Crazy. Inoltre farà un breve ritorno in ECW a luglio 2000, e vi rimarrà fino a novembre dello stesso anno. Da ricordare in questo periodo un match contro Yoshihiro Tajiri nella ECW Arena.

### Total Nonstop Action Wrestling (2004)
Psicosis fece qualche apparizione anche in TNA dove stavolta affronta più volte il messicano Juventud Guerrera. Inoltre partecipò anche nell'20 man international invitational al pay-per-view Victory Road, venendo eliminato dal torneo che sarà poi vinto dal luchador ed ex membro della LWO Héctor Garza.

### World Wrestling Entertainment (2005–2006)

#### The Mexicools (2005)
Nel 2005 Psicosis firmò un contratto con la WWE. Apparse prima all'evento promosso dalla WWE ECW One Night Stand 2005 il 12 giugno 2005 perdendo contro Rey Mysterio, poi debuttò in WWE il 18 giugno 2005 durante WWE Velocity, battendo in coppia con Super Crazy, Akio e Billy Kidman in un tag team match.
Formerà poi una Stable con appunto Super Crazy e Juventud chiamata The Mexicools. La stable incomincerà ad interrompere match di SmackDown! incominciando dal 23 giugno 2005, dove entrano su tagliaerbe nell'arena durante il match per il WWE Cruiserweight Championship tra Chavo Guerrero Jr. e Paul London attaccando i due contendenti. I Mexicools continueranno nella loro opera di disturbo a SmackDown! per le seguenti settimane. Intanto s'impone subito come leader del gruppo Juventud, riassumendo inoltre il suo vecchio soprannome The Juice.
I tre debuttano in un pay-per-view WWE a The Great American Bash il 24 aprile 2005 a Buffalo (New York), in un match contro il rinato bWo. Il trio messicano riesce a trionfare a seguito di uno schienamento su Steven Richards, uno dei tre membri dell'bWo insieme a Blue Meanie e Simon Dean.

#### Tag Team con Super Crazy e rilascio (2006)

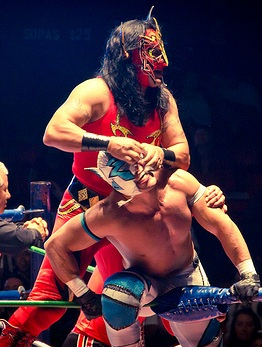
Psicosis nel 2011

Durante l'edizione di SmackDown! del 2 dicembre 2005 Super Crazy e Psicosis partecipano in una Over the Top Rope Battle Royal contro altri 5 Tag-team. La vittoria va ai due messicano che ottengono un match per il WWE Tag Team Championship contro gli MNM al pay-per-view Armageddon. Sfortunatamente gli MNM perdono i titoli prima del match, che viene comunque disputato senza alcun titolo in palio: la vittoria va comunque agli MNM, che riconquisteranno le cinture due settimane dopo. Juventud viene intanto licenziato dalla federazione per il suo cattivo comportamento nel backstage.
Si avvicina gennaio e quindi la Royal Rumble. Super Crazy e Psicosis si guadagnano un posto nel match a 30 uomini sconfiggendo i Dicks e gli F.B.I. in un match a tre coppie. Psicosis partecipa quindi alla Royal Rumble che si svolge il 29 gennaio 2006 entrando per quarto. Il messicano viene però subito eliminato dal suo connazionale Rey Mysterio, con cui si era confrontato più volte in passato.
L'alleanza con Super Crazy è però vicina alla fine: i due si ritrovano a dover affrontare The Great Khali in un handicap match e Psicosis lascia il partner solo nel ring, permettendo a Khali di sconfiggerlo in pochi istanti. I Mexicools comunque ottengono il 23 giugno un match per i titoli di coppia contro i campioni Paul London e Brian Kendrick ma perdono per un errore di Psicosis.
La notizia della fine del rapporto di lavoro tra WWE e Castellanos viene ufficializzata il 1º novembre sul sito della federazione.

### Consejo Mundial de Lucha Libre (2006–2007)
Castellanos torna sui ring della Consejo Mundial de Lucha Libre con la vecchia gimmick di Nicho El Millionaro. Verso la fine del 2006 Castellanos si è accidentalmente rotto il naso nel corso di un match disputato contro Hijo del Misterio; al termine del match, trattandosi di una lucha de apuestas, è stato rasato a zero.

### Ritorno in AAA (2007–2014)
Il 3 marzo 2007 nel corso di una puntata di uno show della AAA trasmesso in televisione, Castellanos partecipò ad un segmento interpretando Nicho ed attaccando Cibernetico. Nell'occasione, Nicho si presentò indossando una maschera fingendo di essere La Parka in modo da ottenere l'espulsione di La Parka dalla AAA.

### Secondo ritorno in AAA (2016–2017)
Il 23 marzo 2016, all'evento Rey de Reyes, Nicho tornò nella AAA per la prima volta in quasi due anni, insieme ai membri dei "Los Fronterizos" Damián 666, Halloween e Pagano, attaccò Pentagón Jr., Taya, Khan, Líder & Daga, dopo che Pentagón Jr. aveva vinto il match. Il 5 giugno 2016, a Worldwide en Orizaba, prese parte a un fatal 4-way elimination match che vide trionfare Psycho Clown.

## Vita privata
Il 1º ottobre 2006, Castellanos sposò Anna Sabo; la coppia ha avuto quattro figli. La famiglia divide il proprio tempo tra le case a Tijuana, Baja California, Messico, Manhattan e Los Angeles negli Stati Uniti.
Castellanos fu arrestato lunedì 9 ottobre 2006 per furto d'auto. Il lottatore avrebbe chiesto la macchina in prestito al proprietario promettendo di riconsegnarla in serata; al rifiuto del proprietario, Castellanos gli puntò contro una pistola e prese la macchina. Castellanos colpì diverse macchine nel corso della sua fuga, inclusa una nella quale si trovava una donna incinta. Dopo essere stato catturato, la polizia scoprì che l'arma era in realtà una pistola ad acqua. Come risultato di questo incidente, il suo contratto con la WWE venne ufficialmente rescisso.

## Personaggio

### Mosse finali
- Crossface
- Diving guillotine leg drop

### Manager
- Sonny Onoo
- Woman
- Juventud
- Lady Victoria

### Musiche d'ingresso
- Muy Loco di Jim Johnston (WWE; 2005–2006; usata come membro dei Mexicools)

## Titoli e riconoscimenti
- All Pro Wrestling
  - APW Worldwide Internet Championship (1)
- Asistencia Asesoría y Administración
  - AAA World Tag Team Championship (1) – con Joe Lider
  - Mexican National Tag Team Championship (1) – con Joe Lider
  - Mexican National Welterweight Championship (2)
- Canadian Wrestling's Elite
  - CWE Tag Team Championship (1) – con Mentallo
- Consejo Mundial de Lucha Libre
  - Mexican National Trios Championship (2) – con Blue Panther e Fuerza Guerrera (1) e Damián 666 e Halloween (1)
- International Wrestling Revolution Group
  - Guerra de Empresas (2011) – con Pimpinela Escarlata
- Pro Wrestling Illustrated
  - 39º nella classifica dei 500 migliori wrestlers su PWI 500 (1996)
- World Championship Wrestling
  - WCW Cruiserweight Championship (2)
- World Pro Wrestling
  - WPW Cruiserweight Championship (1)
- World Wrestling All-Stars
  - WWA International Cruiserweight Championship (2)
- World Wrestling Association
  - WWA World Junior Light Heavyweight Championship (1)
  - WWA World Trios Championship (1) – con Fuerza Guerrera e Juventud
  - WWA World Welterweight Championship (2)
- Xtreme Latin American Wrestling
  - X–LAW Xtreme Heavyweight Championship (1)